# Mühlebach (Rauti)
Der Mühlebach (auch Mühlibach) ist ein weitgehend kanalisierter Bach in der Gemeinde Glarus Nord im Schweizer Kanton Glarus.

## Geographie

### Verlauf
Der Mühlebach entspringt dem sogenannten Mettlenseeli, einem kleinen See in den Mettlen in der Gemeinde Glarus (vormals Gemeinde Netstal). Dieser See im Südosten der Linthebene wird von Bergbächen und durch Grundwasser gespiesen. Unweit davon verbindet mit dem Erlenkanal ein künstliches Gewässer den Mühlebach mit der Linth. Dieser verläuft teilweise parallel zur Hauptstrasse 17, durchquert das Dorf Näfels und bildet dort Mäander. Er überquert im Rautifeld den mit Wasser gefüllten Panzergraben der Sperrstelle Näfels und mündet kurz darauf in die Rauti.

### Einzugsgebiet
Das 6,29 km² grosse Einzugsgebiet des Mühlebachs wird durch ihn über die Rauti, die Linth, die Limmat, die Aare und den Rhein zur Nordsee entwässert.
Es besteht zu 42,2 % aus bestockter Fläche, zu 25,1 % aus Landwirtschaftsfläche, zu 11,8 % aus Siedlungsflächen und zu 20,8 % aus unproduktiven Flächen.
Flächenverteilung
Die mittlere Höhe des Einzugsgebietes beträgt 868,8 m ü. M., die minimale liegt bei 423 m ü. M. und die maximale bei 2258 m ü. M.

### Zuflüsse
- Forenbach (Brandbach, Aktigerruus) (Oberlauf)
- Scheidruus mündet in den Mettlensee
- Erlenkanal (rechts)
- Tränggi (Mulibach) (links)
- Dorfkanal (linke Abzweigung mit Rücklauf)

## Hydrologie
Bei der Mündung des Mühlebachs in die Rauti beträgt seine modellierte mittlere Abflussmenge (MQ) 250 l/s. Sein Abflussregimetyp ist pluvial supérieur, und seine Abflussvariabilität beträgt 24.

## Fauna
Im Mühlebach leben Forellen und Äschen. Diese wurden im Interesse der Fischerei angesiedelt und vermehren sich.